# Præsidentvalget i Frankrig 1981
 Der er for få eller ingen kildehenvisninger i denne artikel, hvilket er et problem. Du kan hjælpe ved at angive troværdige kilder til de påstande, som fremføres i artiklen.

Frankrigs præsidentvalg 1981 afholdtes 26. april og 10. maj 1981.

## Kandidater
|  | Kandidat til det franske præsidentvalg i 1981 | Partiet                            | Resultatet i første runde af 1981-præsidentvalget | Resultatet i anden runde af 1981-præsidentvalget |
|  | --------------------------------------------- | ---------------------------------- | ------------------------------------------------- | ------------------------------------------------ |
|  | Valéry Giscard d'Estaing                      | Union pour la démocratie française | 28,32%                                            | 48,24%                                           |
|  | François Mitterrand                           | Parti Socialiste                   | 25,85%                                            | 51,76%                                           |
|  | Jacques Chirac                                | Rassemblement pour la République   | 18,00%                                            |                                                  |
|  | Georges Marchais                              | Parti communiste français          | 15,35 %                                           |                                                  |
|  | Brice Lalonde                                 | Mouvement d'écologie politique     | 3,88 %                                            |                                                  |
|  | Arlette Laguiller                             | Lutte ouvrière                     | 2,30%                                             |                                                  |
|  | Michel Crépeau                                | Parti radical de gauche            | 2,21 %                                            |                                                  |
|  | Michel Debré                                  |                                    | 1,66 %                                            |                                                  |
|  | Marie-France Garaud                           |                                    | 1,33 %                                            |                                                  |
|  | Huguette Bouchardeau                          | Parti socialiste unifié            | 1,11 %                                            |                                                  |